# Ptilinopus occipitalis
Ptilinopus occipitalis é uma espécie de ave da família Columbidae.
É endémica das Filipinas.
Os seus habitats naturais são: florestas subtropicais ou tropicais húmidas de baixa altitude.